# Hans Weber
Hans Weber, né le 8 septembre 1934 à Lausanne et décédé le 10 février 1965, est un footballeur international suisse, qui évoluait au poste de milieu de terrain.

## Biographie

### Carrière en club
Avec l'équipe du FC Bâle, il remporte une Coupe de Suisse en 1963, en battant le club du Grasshopper Zurich.
Il dispute un total de 281 matchs avec ce club, inscrivant 48 buts.

### Carrière en sélection
Avec l'équipe de Suisse, il joue 24 matchs (23 selon les sources) et inscrit un but entre 1956 et 1964. 
Il dispute son premier match en équipe nationale le 1er mai 1956 contre l'équipe de Sarre, et son dernier le 1er juillet 1964 contre la Norvège. Le 12 octobre 1960, il inscrit un but lors d'un match amical contre la France. C'est son seul but en équipe nationale.
Il figure dans le groupe des sélectionnés lors de la Coupe du monde de 1962. Lors du mondial organisé au Chili, il joue trois matchs : contre le pays organisateur, contre l'Allemagne et enfin contre l'Italie.

## Palmarès
| FC Bâle - Coupe de Suisse (1) : - Vainqueur : 1962-63. |  | Lausanne-Sport - Coupe de Suisse : - Finaliste : 1956-57. |